# 117 (szám)
A 117 (száztizenhét) a 116 és 118 között található természetes szám. A Heroni tetraéder leghosszabb éleinek lehető legkisebb hossza. Ötszögszám. Harshad-szám.

## Egyéb használatai
- A Kodak első Brownie kamerájának filmformátuma

Amikor a Renault autókat exportált Olaszországba, az ott szerencsétlenséget hozó számnak tartott 17-es helyett R117 néven hozták forgalomba az R17-et.
- A Medicopter 117 - A légimentők (Medicopter 117 - Jedes Leben zählt) című sorozatnak a száma. A 117 azért lett benne a nevében, mert a gép mellyel forgattak egy BK-117 típusú gépvolt.
- A Bzmot típusú magyar motorvonat sorozatszáma 117.